# Fierzë (Elbasan)
Fierzë is een plaats en voormalige gemeente in de gemeente (bashkia) Belsh in de prefectuur Elbasan in Albanië. Sinds de gemeentelijke herindeling van 2015 doet Fierzë dienst als deelgemeente en is het een bestuurseenheid zonder verdere bestuurlijke bevoegdheden. De plaats telde bij de census van 2011 2065 inwoners.

## Bevolking

### Religie
De grootste religie in Fierzë was de islam (61,69% in 2011).
| Plaats | Bevolking (2011) | Islam (%)      | Katholiek (%) | Orthodox (%) | Bektashisme (%) |
| ------ | ---------------- | -------------- | ------------- | ------------ | --------------- |
| Fierzë | 2.065            | 1.274 (61,69%) | 3 (0,15%)     | 6 (0,29%)    | - (-)           |